# Michel Pollien
Michel Pollien, né le 22 août 1937 à Paris et mort le 15 janvier 2013 dans la même ville, est un évêque catholique français, évêque auxiliaire de Paris de 1996 à 2012.

## Biographie

### Formation
Michel Pollien est entré au séminaire des vocations tardives de Morsang-sur-Orge avant de compléter sa formation au séminaire Saint-Sulpice à Issy-les-Moulineaux.
Il a été ordonné prêtre le 25 juin 1966 pour l'archidiocèse de Paris.

## Principaux ministères
Après avoir été vicaire dans des paroisses parisiennes et en mission ouvrière dans le Sud de Paris, il est devenu aumônier des mouvements de l'Action catholique ouvrière (ACO) et de la Jeunesse ouvrière chrétienne (ACO) de 1968 à 1978.
En 1978, il est nommé curé de la paroisse Saint-Jacques-Saint-Christophe de la Villette, puis doyen du 19e arrondissement de Paris.
En 1982, il est nommé vicaire épiscopal et en 1987, vicaire général de l'archidiocèse de Paris.
Nommé évêque titulaire (ou in partibus) de Pulcheriopolis et évêque auxiliaire de Paris le 12 juillet 1996, il a été consacré le 11 octobre suivant par l'archevêque de Paris, le cardinal Jean-Marie Lustiger.
Au sein de la Conférence des évêques de France, il est membre du Conseil pour les mouvements et associations de laïcs.
Ayant atteint la limite d'âge, il se retire le 31 août 2012. Il meurt quelques mois plus tard, le 15 janvier 2013